# IC 1142
IC 1142 је спирална галаксија у сазвјежђу Змија која се налази на листи објеката дубоког неба у Индекс каталогу.
Деклинација објекта је + 18° 8' 24" а ректасцензија 15h 50m 25,9s. Привидна величина (магнитуда) објекта IC 1142 износи 14,1 а фотографска магнитуда 14,8. IC 1142 је још познат и под ознакама UGC 10055, MCG 3-40-50, CGCG 107-45, PGC 56169.